# Liste der Kulturdenkmäler in Bayerfeld-Steckweiler
In der Liste der Kulturdenkmäler in Bayerfeld-Steckweiler sind alle Kulturdenkmäler der rheinland-pfälzischen Ortsgemeinde Bayerfeld-Steckweiler einschließlich des Ortsteils Stolzenbergerhof aufgeführt. Grundlage ist die Denkmalliste des Landes Rheinland-Pfalz (Stand: 27. November 2018).

## Einzeldenkmäler
| Bezeichnung                       | Lage                                | Baujahr                | Beschreibung | Bild            |
| --------------------------------- | ----------------------------------- | ---------------------- | --- | --------------- |
| Katholische Pfarrkirche St. Josef | Bayerfeld, Hauptstraße 20 Lage      | 1767                   | spätbarocker Saalbau, bezeichnet 1767; Pietà, zweite Hälfte des 18. Jahrhunderts                                                                      | Fotos hochladen |
| Katholisches Pfarrhaus            | Bayerfeld, Hauptstraße 31 Lage      | 1845                   | Walmdachbau, 1845 | BW              |
| Wohnhaus                          | Bayerfeld, Schlossbergstraße 2 Lage | 17. Jahrhundert        | Wohnhaus, 17. Jahrhundert; Bruchsteinbau, teilweise Fachwerk, bezeichnet 1781 (wohl Umbau) und 1829                                                   | BW              |
| Hofanlage                         | Bayerfeld, Schlossbergstraße 8 Lage | 1760                   | spätbarocker Hakenhof; Wohnhaus, teilweise Fachwerk (verputzt), bezeichnet 1760, Krüppelwalmdach-Scheune                                              | BW              |
| Schulhaus                         | Steckweiler, Schulstraße 2 Lage     | 1863/64                | ehemaliges Schulhaus; spätklassizistischer Putzbau, 1863/64, Umbau 1902; ortsbildprägend                                                              | BW              |
| Brücke                            | Steckweiler, Talstraße Lage         | um 1890                | dreibogige Sandsteinbrücke, um 1890 | BW              |
| Mühle                             | Steckweiler, Talstraße 14/16 Lage   | 1761                   | spätbarocke Mühlenanlage; Mansarddachbau, bezeichnet 1761 und 1920 (wohl Umbau), rückwärtig Backsteinbau, um 1900, Scheune und Ställe 19. Jahrhundert | Fotos hochladen |
| Wohnhaus                          | Stolzenbergerhof, Nr. 6/7 Lage      | frühes 18. Jahrhundert | barockes Doppelwohnhaus, teilweise Fachwerk, wohl aus dem frühen 18. Jahrhundert, Scheune 19. Jahrhundert                                             | Fotos hochladen |
| Wohnhaus                          | Stolzenbergerhof, Nr. 8a Lage       | 17. Jahrhundert        | Wohnhaus, teilweise Fachwerk, 17. Jahrhundert, Scheune 19. Jahrhundert                                                                                | BW              |